# Trunkering
För trunkering vid databassökningar, se Jokertecken
Trunkering (från trunkera som betyder att skära bort, avkorta) har flera olika betydelser:
- Inom matematiken är det en form av avrundning som innebär att ett tals minsta värdesiffror avlägsnas. Exempelvis kan heltalet 19273 trunkeras till 19270, 19200, 19000 och 10000, och det reella talet 1,9273 kan trunkeras till 1,927, 1,92, 1,9 och 1. Trunkering av ett positivt tal leder alltid till ett tal som är lika stort eller mindre än det ursprungliga. Felet vid trunkering är högst dubbelt så stort som avrundningsfelet vid avrundning med lika många siffror till närmaste tal.

- Trunkering kan även innebära att små termer utelämnas vid summering. I numerisk analys syftar begreppet trunkeringsfel på ett fel till följd av sådan trunkering, eller mer allmänt det fel som uppstår då en oändlig process approximeras med en ändlig, och inte ett avrundningsfel till följd av trunkering av exempelvis ett flyttal.

- Inom geometri syftar uttrycket trunkering att man stympar en polytop (polygon, polyeder...) och därmed skapar fler ytor (fasetter, sidor) på den stympade polytopen.

- I molekylärbiologin talar man om trunkerade sekvenser, vilket är förkortade sekvenser av till exempel DNA/RNA eller protein. Ett exempel på detta är när ett stoppkodon introduceras i en gen, vilket leder till en för tidig terminering av protein translationen.

- I språkteknologin syftar trunkering på återförande av böjda och avledda ordformer till en trunkerad rotform. Exempelvis kan böjningsformen strutsarna trunkeras till struts och avledningen boende trunkeras till bo. Rotformen förekommer ibland inte som självständigt ord, till exempel vattn-a och vattn-ing. En algoritm som utför trunkering kallas trunkeringsalgoritm eller ibland stemmer.
- I databassökning innebär trunkering att lägga till en asterisk/stjärna * i slutet på ordstammen för att söka på alla möjliga ändelser samtidigt. Till exempel genererar en sökning på electrocardiogra* träffar som electrocardiogram, electrocardiographs, electrocardiography och så vidare. Trunkering är ett sätt att bredda sökresultatet.